# Гоич, Педро
Петар (Педро) Гоич (сербохорв. Petar "Pedro" Goić / Петар Педро Гојић; 23 марта 1896, Пражница — 19 января 1995, Загреб) — чилийский и югославский легкоатлет хорватского происхождения, специалист по метанию молота. Выступал за сборные Чили и Югославии по лёгкой атлетике в 1920-х и 1930-х годах, чемпион Южной Америки, пятикратный чемпион Балканских игр, многократный победитель и призёр первенств национального значения, участник летних Олимпийских игр в Берлине. Тренер по лёгкой атлетике.

## Биография
Петар Гоич родился 23 марта 1896 года в деревне Пражница на острове Брач (в то время часть Австро-Венгерской империи). Ещё ребёнком вместе с семьёй переехал на постоянное жительство в Чили, где начал серьёзно заниматься лёгкой атлетикой.
Впервые заявил о себе на международном уровне в сезоне 1927 года, когда вошёл в состав чилийской национальной сборной и выступил на домашнем чемпионате Южной Америки в Сантьяго, где выиграл серебряную медаль в зачёте метания молота — с результатом 45,74 уступил здесь только аргентинцу Федерико Клегеру.
В 1931 году на южноамериканском чемпионате в Буэнос-Айресе метнул молот на 46,50 метра, тем самым превзошёл Клегера и всех остальных соперников, завоевав золотую медаль. В том же году Гоич вернулся на родину, в Загребе вступил в легкоатлетическую команду Хорватского академического спортивного клуба (ХАШК), сразу же стал чемпионом Югославии среди метателей молота и победил на Балканских играх в Афинах.
В 1932 и 1933 годах вновь выигрывал чемпионаты Югославии и Балканские игры.
В 1934 году в составе югославской сборной метал молот на чемпионате Европы в Турине, с результатом 44,03 занял итоговое девятое место.
В 1935 году победил на Балканских играх в Стамбуле.
Благодаря череде удачных выступлений удостоился права защищать честь страны на летних Олимпийских играх 1936 года в Берлине — не смог преодолеть квалификационный норматив в 46 метров и в финал не вышел.
В 1938 году в пятый раз стал чемпионом Югославии, был лучшим на Балканских играх в Белграде.
После Второй мировой войны занимался тренерской деятельностью в Бьеловаре. Подготовил множество талантливых легкоатлетов, в том числе его воспитанником является серебряный призёр Олимпийских игр в метании молота Иван Губиян.
Умер 19 января 1995 года в Загребе в возрасте 98 лет.